# James Harper (Politiker)

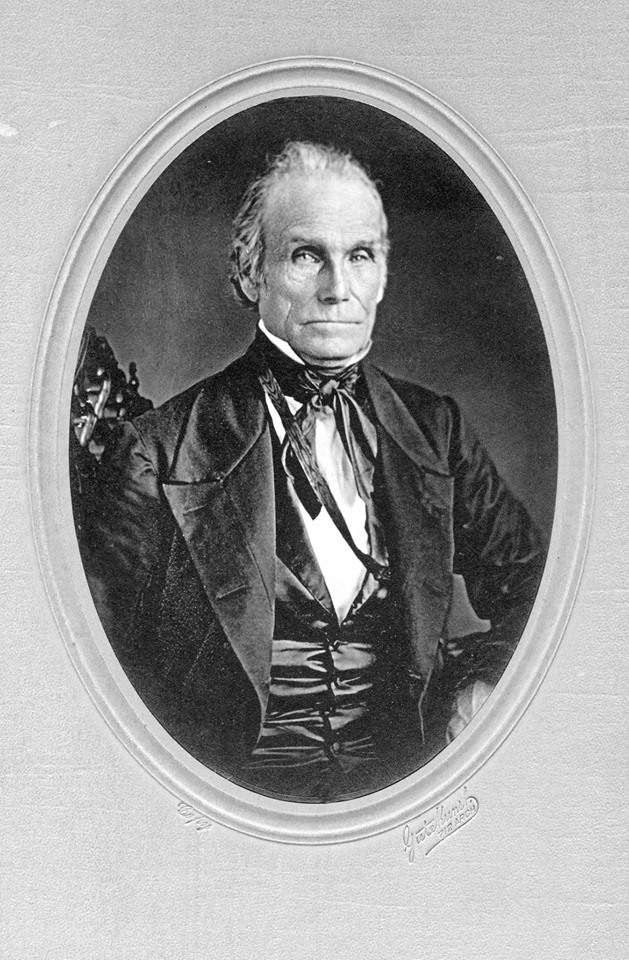
James Harper, etwa 1870

James Harper (* 28. März 1780 in Castlederg, County Tyrone, Irland; † 31. März 1873 in Philadelphia, Pennsylvania) war ein US-amerikanischer Politiker. Zwischen 1833 und 1837 vertrat er den Bundesstaat Pennsylvania im US-Repräsentantenhaus.

## Werdegang
Noch in seiner Jugend kam James Harper aus seiner irischen Heimat nach Philadelphia, wo er die öffentlichen Schulen besuchte. Danach arbeitete er bei der Herstellung von Ziegelsteinen. Zwischen 1820 und 1830 war er auch im Lebensmittelhandel tätig. In den 1820er Jahren schloss er sich der Bewegung gegen den späteren Präsidenten Andrew Jackson an und wurde Mitglied der kurzlebigen National Republican Party.
Bei den Kongresswahlen des Jahres 1832 wurde Harper im zweiten Wahlbezirk von Pennsylvania in das US-Repräsentantenhaus in Washington, D.C. gewählt, wo er am 4. März 1833 die Nachfolge von Henry Horn antrat. Nach einer Wiederwahl konnte er bis zum 3. März 1837 zwei Legislaturperioden im Kongress absolvieren. Diese waren von den Diskussionen um die Politik von Präsident Jackson bestimmt. Als Anhänger und Gefolgsmann von Henry Clay war Harper ein entschiedener Gegner Jacksons, dessen Regierung er Korruption vorwarf. Im Jahr 1836 verzichtete er auf eine weitere Kandidatur.
Nach dem Ende seiner Zeit im US-Repräsentantenhaus arbeitete Harper wieder als Produzent von Ziegelsteinen. Außerdem war er zeitweise in der Immobilienbranche tätig. Im Jahr 1869 zog er sich in den Ruhestand zurück. Er war Mitglied im Ausschuss zur Betreuung der Armen (Board of guardians of the poor) und im Komitee zur Überprüfung der Strafanstalten seines Staates. James Harper starb am 31. März 1873 in Philadelphia, wo er auch beigesetzt wurde. Er war mit Charlotte Alford verheiratet.